# Lycaena serica
Lycaena serica är en fjärilsart som beskrevs av Grum-grshimailo 1902. Lycaena serica ingår i släktet Lycaena och familjen juvelvingar. Inga underarter finns listade i Catalogue of Life.